# Holandia na Zimowych Igrzyskach Olimpijskich 1972
Holandia na Zimowych Igrzyskach Olimpijskich 1972 – jedenastoosobowa kadra sportowców reprezentujących Holandię na zimowych igrzyskach olimpijskich w 1972 roku w Sapporo.
W skład holenderskiej reprezentacji weszło jedenaścioro zawodników – pięciu mężczyzn i sześć kobiet. Wystartowali oni w dziewięciu konkurencjach łyżwiarskich. Zdobyli dziewięć medali, wszystkie w łyżwiarstwie szybkim – cztery złote, trzy srebrne i dwa brązowe. Był to dziewiąty start reprezentacji Holandii na zimowych igrzyskach olimpijskich.

## Zdobyte medale
| Medal  | Zawodnik             | Dyscyplina          | Konkurencja               | Rezultat     |
| ------ | -------------------- | ------------------- | ------------------------- | ------------ |
| Złoto  | Ard Schenk           | Łyżwiarstwo szybkie | bieg na 1500 m mężczyzn   | 2:02,96 min  |
| Złoto  | Ard Schenk           | Łyżwiarstwo szybkie | bieg na 5000 m mężczyzn   | 7:23,61 min  |
| Złoto  | Ard Schenk           | Łyżwiarstwo szybkie | bieg na 10 000 m mężczyzn | 15:01,35 min |
| Złoto  | Stien Baas-Kaiser    | Łyżwiarstwo szybkie | bieg na 3000 m kobiet     | 4:52,14 min  |
| Srebro | Kees Verkerk         | Łyżwiarstwo szybkie | bieg na 10 000 m mężczyzn | 15:04,70 min |
| Srebro | Atje Keulen-Deelstra | Łyżwiarstwo szybkie | bieg na 1000 m kobiet     | 1:31,61 min  |
| Srebro | Stien Baas-Kaiser    | Łyżwiarstwo szybkie | bieg na 1500 m kobiet     | 2:21,05      |
| Brąz   | Atje Keulen-Deelstra | Łyżwiarstwo szybkie | bieg na 1500 m kobiet     | 2:22,05 min  |
| Brąz   | Atje Keulen-Deelstra | Łyżwiarstwo szybkie | bieg na 3000 m kobiet     | 4:59,91 min  |

## Skład kadry

### Łyżwiarstwo figurowe
| Zawodnik        | Konkurencja | Nota   | Pozycja |
| --------------- | ----------- | ------ | ------- |
| Dianne de Leeuw | Solistki    | 2298,7 | 16.     |

### Łyżwiarstwo szybkie
Mężczyźni
| Zawodnik        | Konkurencja   | Konkurencja   | Konkurencja    | Konkurencja    | Konkurencja    | Konkurencja    | Konkurencja      | Konkurencja      |
| Zawodnik        | Bieg na 500 m | Bieg na 500 m | Bieg na 1500 m | Bieg na 1500 m | Bieg na 5000 m | Bieg na 5000 m | Bieg na 10 000 m | Bieg na 10 000 m |
| Zawodnik        | Czas          | Miejsce       | Czas           | Miejsce        | Czas           | Miejsce        | Czas             | Miejsce          |
| --------------- | ------------- | ------------- | -------------- | -------------- | -------------- | -------------- | ---------------- | ---------------- |
| Eddy Verheijen  | 42,67         | 25.           | 2:10,96        | 19.            |                |                |                  |                  |
| Jappie van Dijk | 43,03         | 32.           |                |                |                |                |                  |                  |
| Ard Schenk      | 43,40         | 34.           | 2:02,96        | złoto          | 7:23,61        | złoto          | 15:01,35         | złoto            |
| Jan Bols        |               |               | 2:06,58        | 5.             | 7:39,40        | 8.             | 15:17,99         | 4.               |
| Kees Verkerk    |               |               | 2:07,43        | 8.             | 7:39,17        | 6.             | 15:04,70         | srebro           |

Kobiety
| Zawodnik             | Konkurencja   | Konkurencja   | Konkurencja    | Konkurencja    | Konkurencja    | Konkurencja    | Konkurencja    | Konkurencja    |
| Zawodnik             | Bieg na 500 m | Bieg na 500 m | Bieg na 1000 m | Bieg na 1000 m | Bieg na 1500 m | Bieg na 1500 m | Bieg na 3000 m | Bieg na 3000 m |
| Zawodnik             | Czas          | Miejsce       | Czas           | Miejsce        | Czas           | Miejsce        | Czas           | Miejsce        |
| -------------------- | ------------- | ------------- | -------------- | -------------- | -------------- | -------------- | -------------- | -------------- |
| Atje Keulen-Deelstra | 44,89         | 6.            | 1:31,61        | srebro         | 2:22,05        | brąz           | 4:59,91        | brąz           |
| Ellie van den Brom   | 45,62         | 10.           | 1:32,60        | 7.             | 2:22,27        | 4.             |                |                |
| Trijnie Rep          | 46,60         | 20.           | 1:35,82        | 24.            |                |                |                |                |
| Stien Baas-Kaiser    |               |               |                |                | 2:21,05        | srebro         | 4:52,14        | złoto          |
| Sippie Tigchelaar    |               |               |                |                |                |                | 5:01,67        | 4.             |